# 萬年溪
萬年溪，在地人仍以台語「萬龍溪」稱呼，另有舊名為番仔埔溪，也有稱阿緱溪，為高屏溪支流之一，流貫屏東市，全長約6~7公里，河寬約20公尺不等，佔地約1335公頃，是屏東市區最大的排水河道。以海豐圳為起點，上游的水來自武洛溪，和殺蛇溪匯流為牛稠溪，最後注入高屏溪。在民國五零年代因經濟發展，畜牧及工業用水排入，致使萬年溪水質急速惡化，被稱為「萬年臭」，而後進行河川整治，目前仍常有大量死魚造成惡臭。

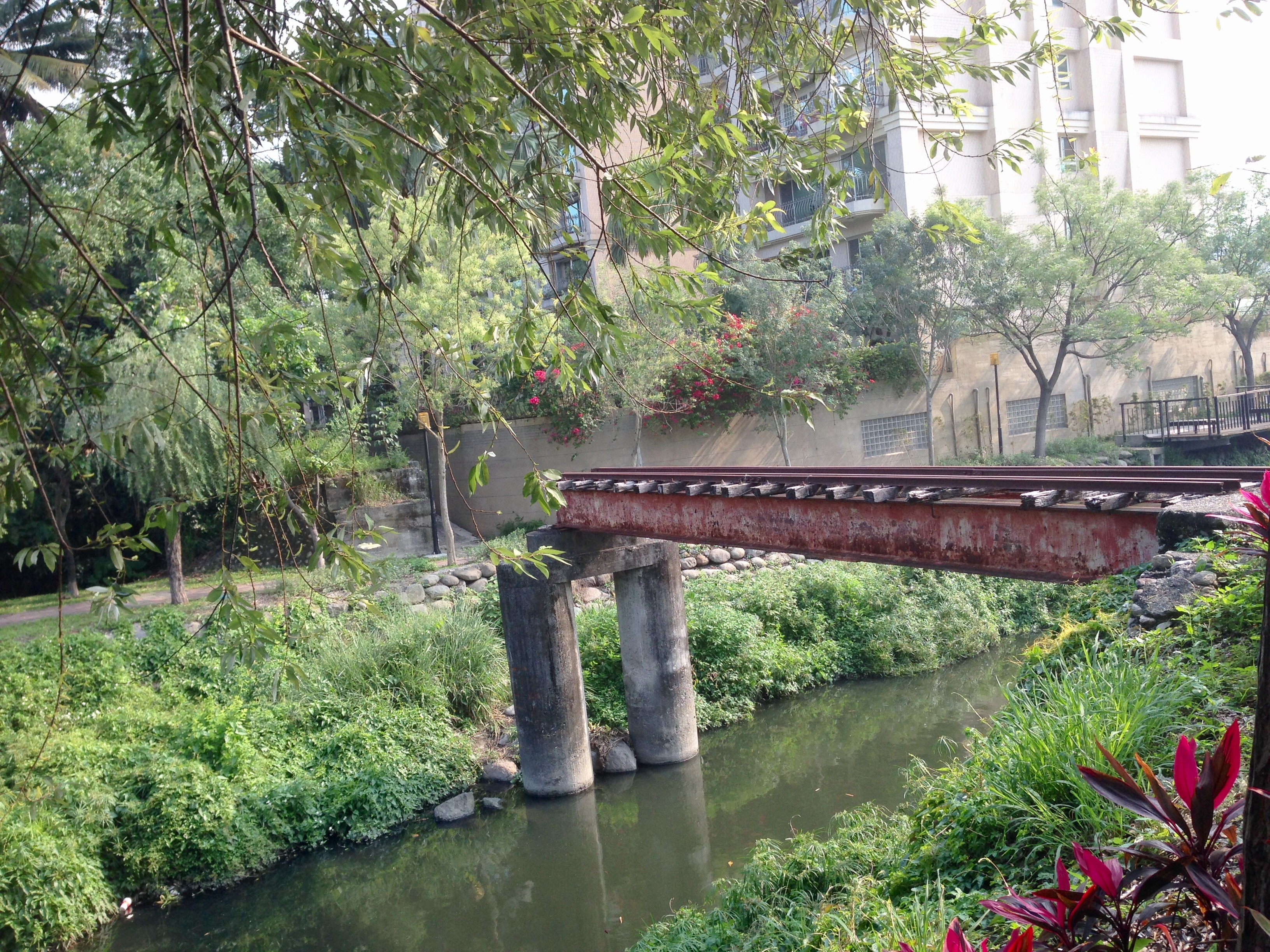
萬年溪與台糖鐵道斷橋